# Parafia Miłosierdzia Bożego w Łomży
Parafia rzymskokatolicka pw. Miłosierdzia Bożego w Łomży – parafia należąca do dekanatu Łomża – św. Michała Archanioła, diecezji łomżyńskiej, metropolii białostockiej.

## Historia
Powstała 1 grudnia 1985 z parafii katedralnej św. Michała Archanioła w Łomży. 

## Kościół parafialny
Obecny kościół murowany pw. Miłosierdzia Bożego zbudowany został w latach 1982-1991 staraniem księdza Radzisława Ambroziaka i parafian. Mieści się przy ulicy Kardynała Wyszyńskiego. 11 kwietnia 1999 roku parafialny kościół Miłosierdzia Bożego został ustanowiony Sanktuarium Miłosierdzia Bożego. 